# Don Covay
Don Covay (geboren als Donald Randolph; Orangeburg, 24 maart 1938 – Nassau County (New York), 31 januari 2015) was een Amerikaans zanger en songwriter.

## Biografie
Covays vader, een baptistisch predikant, overleed toen Covay nog maar acht jaar was. Begin jaren vijftig verhuisde hij naar Washington, waar hij deel uitmaakte van een familiegospelkwartet, The Cherry Keys. Vanaf 1953 speelde hij nog in The Rainbows, een r&b-groep waar Marvin Gaye en Billy Stewart weleens invielen. Zijn solocarrière begon in 1957, toen hij optrad in het voorprogramma van de Little Richard Revu en tevens dienstdeed als zijn chauffeur. Zijn platen verschenen op verschillende labels met Little Richard als producer.
- "Bip Bop Bip" op Atlantic
- "Switchin' in the Kitchen" op Big
- "Standing in the Doorway" op Blaze
- "If You See Mary Lee" op Firefly
- "'Cause I Love You" op Big Top
- "Shake Wid the Snake," op Columbia (1961)
- "See About Me," op Columbia (1961)
- "Now That I Need You" op Columbia (1961)
- "Popeye Waddle" op Cameo-Parkway(1962)

Covay concentreerde zich meer en meer op het componeren en schreef in 1961 samen met collega Rainbower John Berry zijn eerste Billboardhit "Pony Time". Een jaar later nam ook Chubby Checker deze hit op; hij had er een nummer 2-hit mee.
In 1964 verhuisde hij naar het label Rosemart, alwaar hij met The Goodtimers zijn eerste blueshit "Mercy Mercy" uitbracht (begeleid door Jimi Hendrix op de gitaar), ook door The Rolling Stones gecoverd en te vinden op hun album "Out Of Our Heads", waarna hij werd gekocht door Atlantic. Deze investering leverde pas enkele singles later zijn geld op. "See Saw", dat hij samen met Steve Cropper schreef, was een van zijn grootste successen.
In 1965 bracht hij "Sookie Sookie," "You Put Something on Me" en "Somebody's Got to Love You" uit, alle bij Atlantic.
Covay had ook succes als componist en schreef voor een gevarieerd artiestenpalet, waaronder artiesten als The Rolling Stones, Steppenwolf, The Small Faces, Bobby Womack, Wilson Pickett. Bekende nummers van Aretha Franklin die zij coverde van Don Covay waren "See Saw" en "Chain of Fools". Chubby Checker had een hit met Dons "Pony Time". Don had een behoorlijke invloed op de manier waarop Mick Jagger zong.
In 1969 Vormde Don met Ben E. King, Arthur Conley, Joe Tex en Solomon Burke het gelegenheidsgroepje The Soul Clan waar de single "Soul Meeting"/"That's How It Feels" uit voortkwam. Dit was eenmalig.
Begin jaren zeventig maakte hij twee albums op het label Mercury, "Super Dude" (1973) en "Hot Blood" (1975). Van "Super Dude" zouden "I was checkin'out, she was checkin' in" en "Somebody's enjoying my home" zo op het album Black & Blue van The Rolling Stones uit 1976 kunnen staan. Don Covay werkte ook nog mee aan het album Dirty Work van The Rolling Stones uit 1986. In 1988 verscheen het album Checkin in with... Don Covay, een compilatie van de twee Mercuryalbums.
In 1976 maakte Don ook nog een uitstapje naar het bekende producersduo Kenny Gamble en Leon Huff, de mannen achter de "Philladelphia Sound", iets wat de Jacksons in die tijd ook hebben gedaan (twee albums). Het album Traveling in heavy traffic kwam daaruit voort.(het enige album wat nog niet op een legaal uitgebrachte cd op de markt is verschenen).
Hoewel hij midden jaren negentig jaren een beroerte kreeg, herstelde hij goed en bleef hij muziek schrijven.
Zijn laatste album was Adlib uit 2000. Daarop uitspraken van vier grootheden: Mick Jagger ("Don was a major creative inflence in my early days and it's wonderful to know his spirit is still strong"), Bonnie Raitt ("One of the greatest gifts to soul music and great songwriting ever... Don Covay is a treasure"), Van Morrison ("Don Covay is a great master of original soul music"), Keith Richards ("Dear Don, have mercy chain of fools and platinum teeth for everyone in the room, my man, mobile podiums r us").

## Discografie

### Albums
- Mercy! (1965)
- See Saw (1966)
- The House of Blue Lights (1969)
- Country Funk (1970)
- Different Strokes for Different Folks (1971)
- Super Dude (1973)
- Hot Blood (1975)
- Travelin' in Heavy Traffic (1976)
- Funky Yo Yo (1977)
- Adlib (2000)

### Singles
- Twistin' Train (1961 - on Epic 9484)
- Pony Time (1961) - #60 Billboard Hot 100
- Mercy Mercy (1964) #35 Billboard Hot 100
- Seesaw (1965) #44 Billboard Hot 100
- I Was Checkin' Out She Was Checkin (1973) Billboard Hot 100
- It's Better To Have (And Don't Need) (1974) #63 Billboard Hot 100, #31 UK Singles Chart
- Rumble In The Jungle (1975)

### Verzamel
- "Ooh ! my soul" (the rockin' years)
- Checkin' in with...
- Super Bad
- King of Soul
- The platinum collection
- Mercy/See-Saw

- Biblioteca Nacional de España: XX825530
- Bibliothèque nationale de France: cb13976461b (data)
- Gemeinsame Normdatei: 135344581
- International Standard Name Identifier: 0000 0000 7827 6112
- Library of Congress Control Number: n92006865
- MusicBrainz: 8b98f267-a203-4e69-a6cb-996d4cfecaf7
- Nationale Bibliotheek van Tsjechië: xx0039798
- Système universitaire de documentation: 184149401
- Virtual International Authority File: 85549464
- WorldCat: E39PBJxRxTCrJ6HqV6RhhVJFKd